# Сен-Жерве (церква)
Церква Святих Гервасія і Протасія (фр. Église Saint-Gervais-Saint-Protais), широко відома під скороченою назвою Сен-Жерве́ — католицька церква у IV окрузі Парижа. Розташована у кварталі Маре за будівлею Отель-де-Віль. Освячена на честь ранньохристиянських мучеників Гервасія і Протасія.

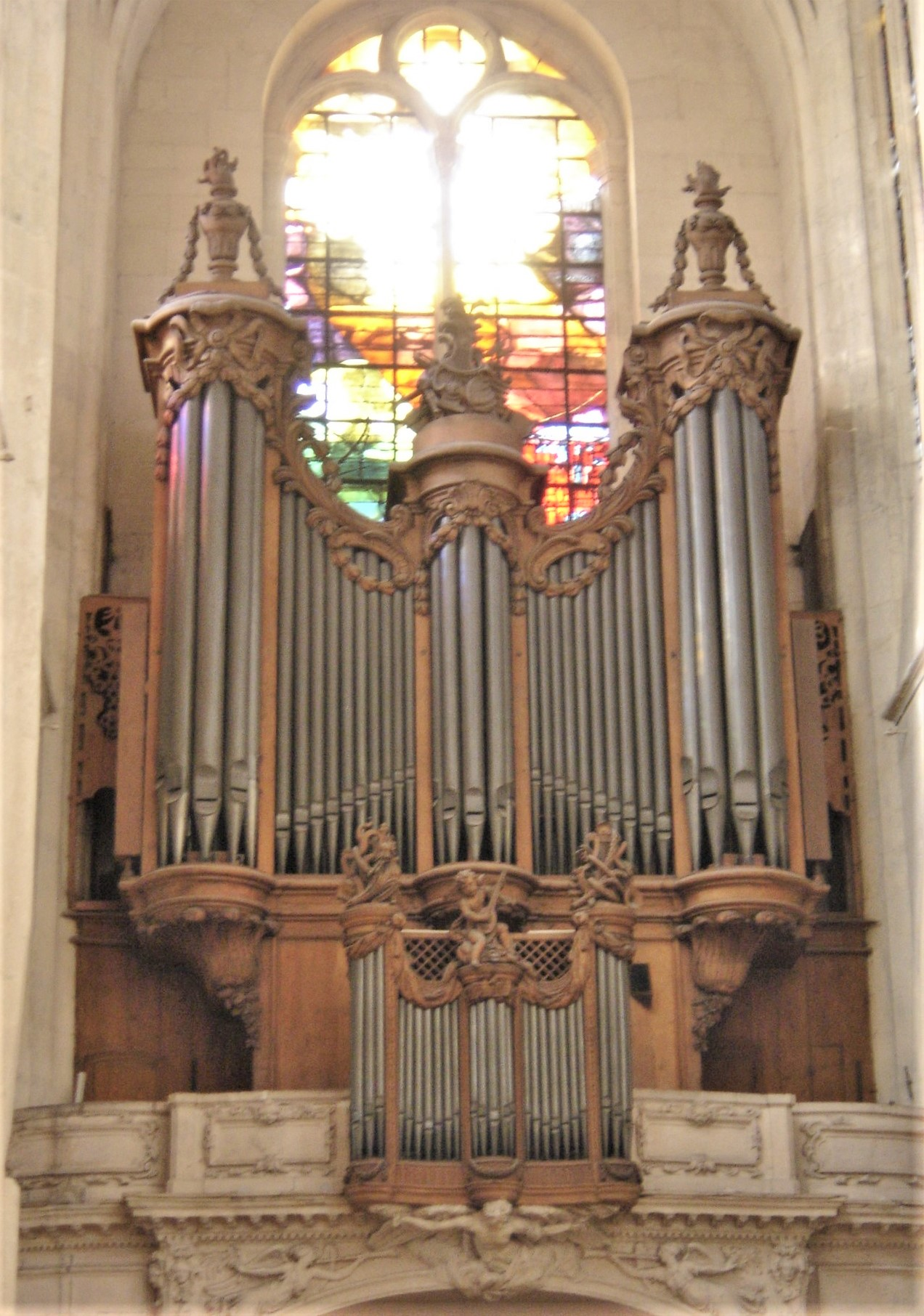
Орган

Церкву зведено на фундаменті найдавнішого храму правого берега Парижа, що існував з кінця IV століття. Будівництво сучасної церкви було розпочато 1494 року й тривало майже півтора століття. Загальний архітектурний ансамбль церкви витримано у пізньоготичному стилі, однак фасад, зведений останнім (бл. 1620 року), має риси класицизму.
29 березня 1918 року у церкву влучив снаряд німецької Паризької гармати. У той момент там тривала служба Великої п'ятниці, що призвело до великої кількості жертв, загинуло, за різними джерелами від 60 до 90 чоловік.
Головна пам'ятка церкви — один з найстаріших та найвідоміших паризьких органів. У церкві Сен-Жерве служили органістами багато представників знаменитої родини Куперенів, в тому числі і найвідоміші з них — Луї та Франсуа. Серед інших пам'яток — картина «Мучеництво святої Петронілії» Джованні Франческо Барб'єрі.

## Цікаві факти
Перед церквою росте в'яз, який неодноразово оновлювався, приблизно, з X століття. Під цим деревом населення кварталу Маре у Середньовіччі збиралось, щоб віддавати у присутності свідків гроші, взяті в борг. Звідси пішла паризько приказка «Чекайте на мене під В'язом», що відповідає українському «Коли рак на горі свисне».